# Организационная диагностика
Организационная диагностика — это сбор и анализ информации о состоянии организации или отдельных её подсистем с целью выявления проблем функционирования и определения путей их преодоления. 
Некоторые отечественные исследователи считают организационную диагностику разновидностью социальной диагностики,. Она так же является популярным инструментом консультантов по управлению и менеджеров при проведении изменений в компаниях. 
Организационную диагностику можно охарактеризовать как процесс описания текущего состояния социальной системы (как объекта), целью которого является обнаружение проблем функционирования социальной системы и факторов их возникновения. Таким образом, в процессе диагностики важно не только выявить имеющиеся проблемы, но и определить наиболее вероятные источники их возникновения, а также предусмотреть возможные последствия, которые закономерно наступят при дальнейшем воздействии ключевых факторов (либо при исключении их влияния). Часто организационную диагностику представляют частью или типом социальной технологии; она выступает одним из этапов комплексного обследования организации, обеспечивая информационное обоснование в принятии управленческих решений. Такая точка зрения подробно описана в работах некоторых российских специалистов.

## Теоретические основы
Исследователи выделяют несколько методологических подходов к социальной диагностике:
- Системный — анализ взаимоотношений между различными взаимосвязанными частями и элементами структуры предприятия и его организационной культуры;
- Нормативный — определение отклонений состояния объекта от эталонного (нормативного) по чётко обозначенным показателям;
- Ситуационный — процесс управления рассматривается как непрерывная цепь уникальных, неповторимых управленческих ситуаций, при этом состояние диагностируемого объекта должно соответствовать специфике ситуации;
- Проблемный — внимание фокусируется на управленческой ситуации как результате уникальной комбинации проблем, возникающих на разных уровнях организации. Диагностика выявляет прежде всего иерархию проблем.

У каждого из подходов существуют свои преимущества и ограничения. Предпочтительным можно считать подход, обеспечивающий более точный прогноз, а также использующий минимальное число переменных для объяснения той области, которая интересует консультанта.
Считается, что организационная диагностика как исследовательская деятельность должна состоять из:
1. концептуальной модели объекта диагностики (интегральной или аспектно ориентированной);
2. диагностических методик (интервью, опросы, наблюдения и т. д.);
3. диагностического процесса.

Концептуальная модель необходима для определения направления исследовательской деятельности, так как включает в себя существенные для диагностики компоненты объекта и их взаимосвязи. Практическое применение концептуальной модели возможно после её операционализации: необходимо сформировать эмпирические индикаторы, параметры которых могут быть измерены. Именно эмпирические индикаторы будут использоваться при диагностике состояния объекта и для интерпретации полученных данных.
С. А. Липатов классифицирует диагностические модели на ситуационные (contingency) и нормативные. Особенность ситуационных моделей заключается в том, что до постановки диагноза они не указывают направления организационных изменений, в них не заложено описание лучших (или наиболее эффективных) управленческих подходов, предпочитаемой модели поведения или организационной структуры. Согласно нормативному подходу наилучший путь организационных изменений существует, есть одно желаемое направление изменений — к наиболее эффективной модели организации. В качестве нормы могут быть рассмотрены: позитивные характеристики компании, к которым следует стремиться; патологии, как состояние организации, которые следует избегать.
Одной из важнейших особенностей оргдиагностики является то, она преследует, прежде всего, практические, а не научные, цели. Диагностика нацелена не на получение нового знания, а фиксирует по определённым параметрам текущее состояние и оценивает его в сравнении с имеющимися представлениями об «идеальном» состоянии или с точки зрения соответствия текущей ситуации и условиям внешней среды. Организационная диагностика как практическая деятельность сегодня достаточно широко распространена в сфере управленческого консультирования, являясь, по сути, первым этапом реализации любого проекта.

### Задачи организационной диагностики
- описание состояния
- прогнозирование ситуации
- поиск путей решения текущих и возможных проблем

### Виды организационной диагностики
- по срокам проведения:

Предварительная — Текущая
Предварительная диагностика помогает выяснить проблемы, определить узкие места предприятия, составить программу будущих изменений и должна отвечать на вопросы: можно ли решить выявленные проблемы, в какой последовательности их необходимо решать; с помощью каких инструментов это можно сделать и т. д.
Текущая диагностика — это часть процесса управления организационным развитием. Она позволяет исследовать ситуацию на предприятии в прошлом, настоящем и в перспективе, предоставляя руководителю информацию о сильных и слабых сторонах управленческих процессов.
- по широте охвата:

Общая — Специальная
Общая диагностика необходима, чтобы узнать структуру проблем и сильные стороны предприятия в целом. Частная диагностика концентрируется на каком-то одном конкретном комплексе проблем или вообще на одной проблеме, чтобы выявить причины и факторы её возникновения, а также определить текущее состояние и оценить возможность решить её в перспективе.

## Этапы организационной диагностики
1. Разработка концептуальной модели диагностики
2. Сбор информации о фактическом состоянии организации

Методы сбора данных:
- Интервью (неформализованное, фокусированное)
- Анкетирование
- Личностные тесты
- Фокус-группа
- Наблюдение
- Анализ документов

1. Анализ полученных данных

Целью обработки и анализа собранных данных является выявление причинных взаимосвязей между зафиксированными фактами и событиями и понятное представление результатов диагностики. Выводы во многом зависят от методологических принципов понимания организации и её функционирования, на которых основано исследование.

## Инструменты организационной диагностики
- Бенчмаркинг
- Экспертная оценка
- Ретроспективный анализ
- Мониторинг рисков
- Структуризация проблемного поля организации

## Результаты организационной диагностики
- Сформирована общая картина существующего положения дел в организации;
- Определены основные проблемы и их дислокация в рамках организации;
- Выявлены возможные последствия существующих проблем, если не заниматься их решением;
- Выделены факторы, снижающие эффективность работы предприятия;
- Оценены ресурсы развития и потенциал сопротивления изменениям.

На завершающих этапах организационной диагностики предприятия может быть построен план его организационного развития.

## См.также
- Реинжиниринг бизнес-процессов
- Менеджмент
- Научные школы и направления менеджмента